# Hans van Kesteren
Henri Georges Hans van Kesteren (Bandoeng, 21 januari 1908 - 21 juli 1998) was een Nederlands voormalig voetballer die als verdediger speelde.

## Interlandcarrière

### Nederland
Op 5 mei 1929 debuteerde Van Kesteren voor Nederland in een vriendschappelijke wedstrijd tegen België (3-1 verlies).
| Interlands van Hans van Kesteren | Interlands van Hans van Kesteren | Interlands van Hans van Kesteren | Interlands van Hans van Kesteren | Interlands van Hans van Kesteren | Interlands van Hans van Kesteren |
| №                                | Datum                            | Wedstrijd                        | Uitslag                          | Soort Wedstrijd                  | Doelpunten                       |
| Als speler bij HBS               | Als speler bij HBS               | Als speler bij HBS               | Als speler bij HBS               | Als speler bij HBS               | Als speler bij HBS               |
| -------------------------------- | -------------------------------- | -------------------------------- | -------------------------------- | -------------------------------- | -------------------------------- |
| 1.                               | 5-5-1929                         | België - Nederland               | 3-1                              | Vriendschappelijk                | 0                                |

## Erelijst

### MetHBS
| Nationaal               |    |         |
| Landskampioen Nederland | 1x | 1924/25 |